# Wenigbach (Trierbach)
Der Wenigbach ist ein etwa fünf Kilometer langer rechter Zufluss des Trierbachs, der im rheinland-pfälzischen Landkreis Ahrweiler verläuft.

## Geographie

### Verlauf
Der Wenigbach entspringt zwischen Pomster, Barweiler und Wiesemscheid,  in der Gemarkung von Pomster. Die Quelle liegt auf 471 m ü. NHN am Nordhang eines namenlosen Kamms (500 m ü. NHN). Der Bach fließt vorwiegend in nordwestlicher Richtung. Auf seinem Weg zum Trierbach bildet er streckenweise die Grenze zwischen Pomster und Barweiler, bevor er bei Kirmutscheidermühle nahe der Kreuzung zwischen Bundesstraße 258 und Landesstraße 10 sowie der Kreisstraße 3 auf 320 m ü. NHN in den dort von Südwesten kommenden Trierbach mündet.

### Einzugsgebiet und Zuflüsse
Der Wenigbach entwässert sein 7,2 km² großes Einzugsgebiet über Trierbach, Ahr und Rhein zur Nordsee.
| Name           | GKZ      | Lage   | Länge in km | EZG in km² |
| -------------- | -------- | ------ | ----------- | ---------- |
| Dreisbach      | 2718462  | rechts | 001,5860    | 0001,0640  |
| Roßbach        | 2718464  | rechts | 000,8530    | 0001,9390  |
| Pomster Graben | 27184661 | links0 | 000,2250    | 0000,160   |
| Gehardtsseifen | 271846?? | rechts | 000,7000    |            |

## Furt

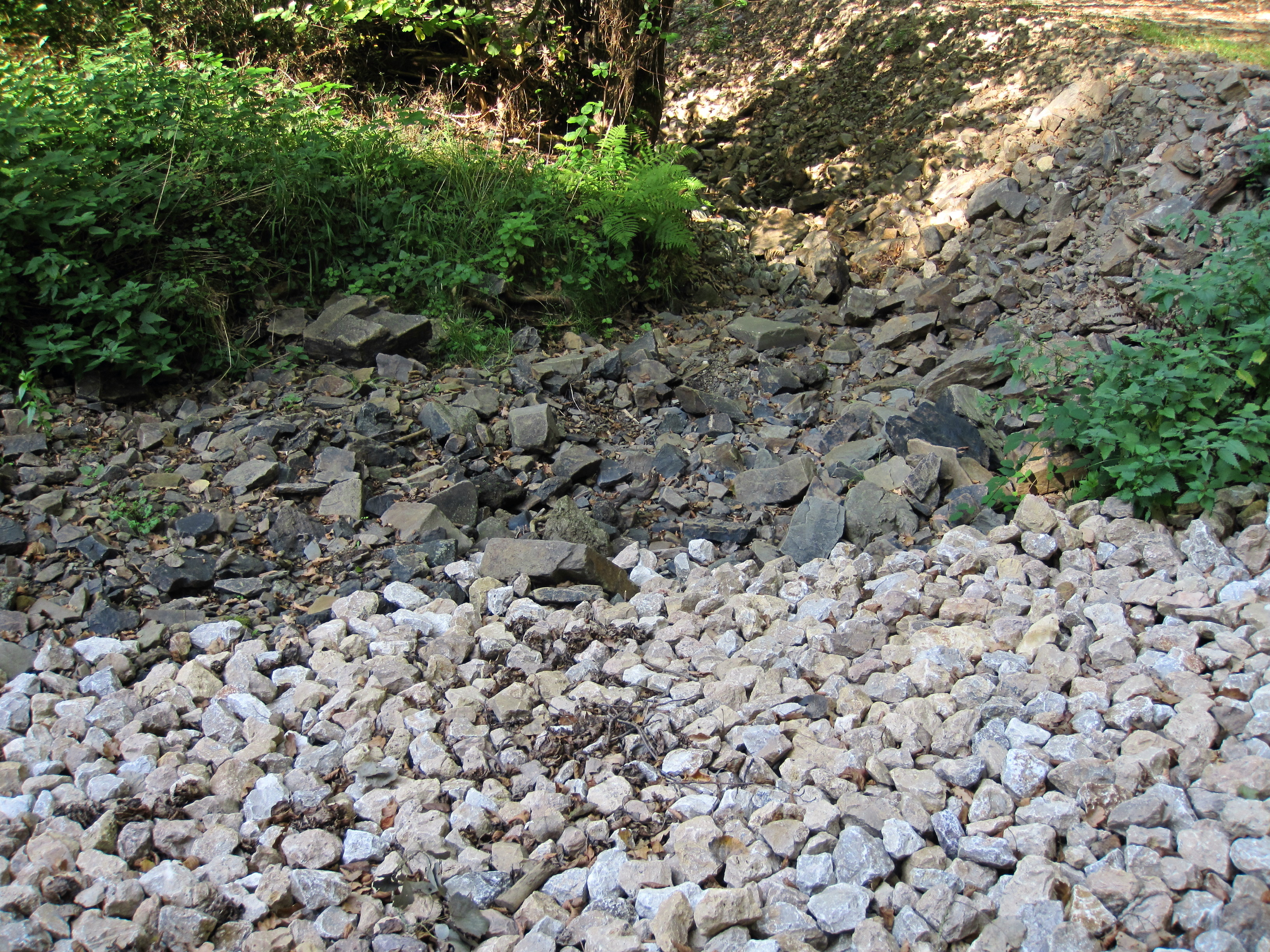
Die Furt

Am Wenigbach gibt es nördlich von Pomster eine Furt (⊙).